# National Training Center

Schulterabzeichen des NTC

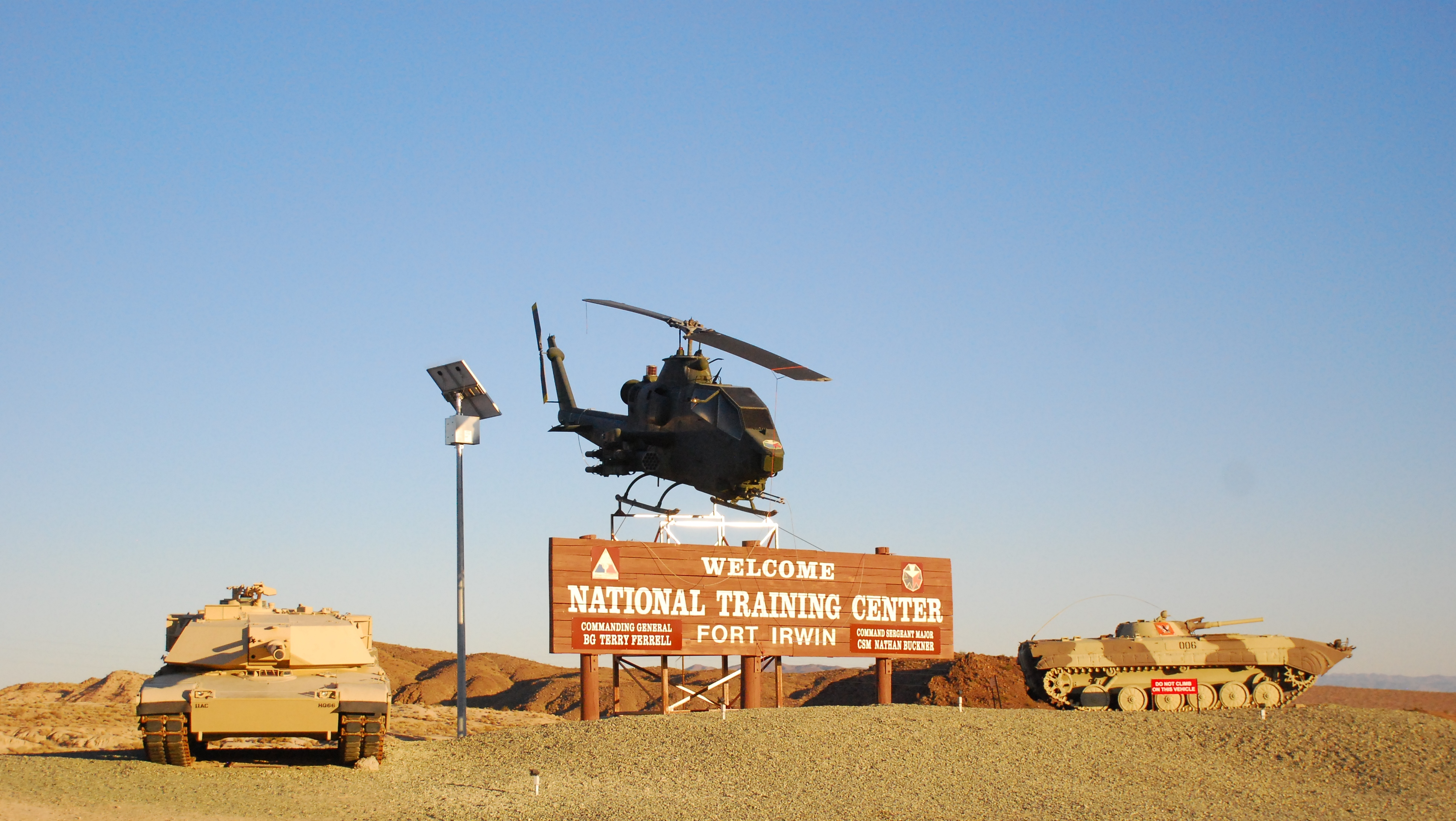
Schild am NTC

Das am 9. August 1979 gegründete National Training Center (NTC) ist das nationale Übungs- und Qualifizierungszentrum der US Army in Fort Irwin im US-Bundesstaat Kalifornien. Die  hochtechnisierte Einrichtung  mit einer Fläche von 2590 km² befindet sich auf dem Areal eines unwegsamen Truppenübungsgeländes in der Mojave-Wüste und ist in besonderem Maße für die Panzerkriegführung optimiert. Das Ausbildungszentrum ist die primäre Ausbildungseinrichtung für die gepanzerten Truppen der US Army und dem United States Army Forces Command hierfür unterstellt. Als Feinddarstellung (Opposing Force) dient das 11th Armored Cavalry Regiment.